# Tim Latteier
Tim Latteier (* 20. Mai 2000 in Kitzingen) ist ein deutscher Fußballspieler, der aktuell beim 1. FC Schweinfurt 05 unter Vertrag steht.

## Karriere

### Jugend & Anfänge
Latteier wechselte 2011 als Elfjähriger vom TSV 1860 Scheinfeld in die Jugendabteilung des 1. FC Nürnberg. Der Mittelfeldspieler wurde in der Saison 2016/17 mit der U17 Bayerischer Meister und stieg mit ihr in die B-Junioren-Bundesliga Süd/Südwest auf. Nach zwei Spielzeiten für die U19 in der A-Junioren-Bundesliga Süd/Südwest, in denen er in 48 Spielen insgesamt 5 Tore erzielte, wurde er 2019 in den Kader der zweiten Nürnberger Mannschaft berufen. Bis zur Unterbrechung des Regionalligabetriebs in der Saison 2019–21 aufgrund der Maßnahmen zur Eindämmung der Corona-Pandemie in Bayern gelangen ihm dort in 20 Einsätzen 5 Tore. Drei weitere Partien absolvierte er nach Lockerungen im Oktober des Jahres 2020.

### Übernahme in den Nürnberger Profikader
Gemeinsam mit dem deutsch-ukrainischen Nachwuchsstürmer Erik Shuranov wurde Latteier nach guten Trainingsleistungen im Dezember 2020 von Cheftrainer Robert Klauß erstmals für den Profikader des in der 2. Bundesliga spielenden Glubbs nominiert, obwohl er sich auf der linken Mittelfeldposition zunächst hinter Leistungsträgern wie Robin Hack und Fabian Nürnberger einordnen musste, weswegen er erst knapp zwei Monate später zu seinem Pflichtspieldebüt für die erste Mannschaft kam. Dieses gab er als Rechtsverteidiger am 24. Januar 2021 bei einer 2:5-Heimniederlage gegen Hannover 96. In der Partie vom 17. Spieltag wurde er in der 69. Minute für den Kapitän Enrico Valentini eingewechselt. In der darauffolgenden Begegnung mit dem SSV Jahn Regensburg befand er sich das erste Mal in der Startformation. Im Februar 2021 erhielt er einen Lizenzspielervertrag in Nürnberg.
Insgesamt absolvierte Latteier 9 Zweitligaspiele im Trikot der ersten Mannschaft des FCN und 52 Partien für die zweite Mannschaft in der viertklassigen Regionalliga Bayern.

### Wechsel zur SpVgg Bayreuth
Nach ihrem Aufstieg in die 3. Liga stellte die SpVgg Bayreuth Tim Latteier als Neuzugang für die Saison 2022/23 vor.

### Über Frankfurt nach Schweinfurt
Im Juli 2024 wechselte Latteier zum FSV Frankfurt. Zur Saison 2025/26 wechselte Latteier zum 1. FC Schweinfurt 05.